# Centronia haemantha
Centronia haemantha är en tvåhjärtbladig växtart som först beskrevs av Jules Émile Planchon och John Lindley, och fick sitt nu gällande namn av José Jéronimo Triana. Centronia haemantha ingår i släktet Centronia och familjen Melastomataceae. Inga underarter finns listade i Catalogue of Life.